# Wikipédia em escocês
A Wikipédia em escocês (em anglo-escocês/ânglico escocês: Scots Wikipædia) é a edição em língua ânglica escocesa da Wikipédia. Foi criada em 23 de junho de 2005, alcançando 1 000 artigos em fevereiro de 2006, e 5 000 artigos em novembro de 2010. Em junho de 2025, possui cerca de 34 000 artigos. É uma das dez Wikipédias escritas em uma língua anglo-frísia ou em um pidgin ou língua crioula baseado no inglês.
Em agosto de 2020, a wiki recebeu atenção da mídia pela má qualidade dos textos escritos em escocês ânglico, e pela descoberta de que pelo menos 20 000 artigos haviam sido escritos por um editor que não falava o idioma. Essa atenção levou a uma revisão do conteúdo da wiki por falantes da anglo-escocês e por editores da comunidade da Wikipédia em geral. A maioria dos artigos desse editor foi excluída, o que ficou evidente pela redução no número total de artigos, que caiu de cerca de 55 000, em 2018, para cerca de 40 000, em 2021.

## Primeiras reações
Em fevereiro de 2008, o site continha 2 200 artigos e havia ultrapassado a Wikipédia em maori e a Wikipédia em caxemira. A recepção, no entanto, foi mista; o editor literário do Scotland on Sunday descreveu a wiki como "confusa, na melhor das hipóteses, e uma paródia absoluta, na pior", enquanto Ted Brocklebank, porta-voz da cultura do Partido Conservador Escocês, classificou-a como uma "tentativa barata de criar uma língua". No entanto, Chris Robinson, diretor do Dicionário da Língua Ânglica Escocesa, escreveu: "O fato de que está indo bem desmente todas aquelas pessoas que desvalorizam o escocês e tentam diminuí-lo." Em 2014, Jane C. Hu, do Slate, descreveu o site como se fosse uma transcrição de uma pessoa falando inglês com sotaque escocês, e disse que um editor da Wikipédia havia proposto encerrar o projeto, acreditando equivocadamente que se tratava de uma piada prática.

## Artigos pseudo-escoceses
Em agosto de 2020, o site atraiu atenção após uma publicação no Reddit apontar que o projeto continha um número incomumente alto de artigos escritos em anglo-escocês de baixa qualidade. Eles foram escritos por um único editor prolífico, que era um adolescente americano. Esses artigos consistiam principalmente em vocabulário e gramática do inglês, em vez do anglo-escocês. Acredita-se que o editor utilizava um dicionário online de inglês–escocês para traduzir partes de artigos da Wikipédia em inglês palavra por palavra, sem considerar a gramática.
Mais de 23 000 artigos, cerca de um terço de toda a Wikipédia em Escocês na época, foram criados por esse editor entre 2013 e 2020. Esses artigos foram descritos como "inglês escrito com sotaque escocês", contendo palavras e grafias sem sentido e inexistentes em qualquer dialeto anglo-escocês. Após a repercussão pública, o editor teria escrito um pedido de desculpas.
Em resposta à controvérsia, a Wikipédia em Escocês iniciou uma revisão de seus artigos para corrigir imprecisões linguísticas e removeu muitos dos textos afetados.
Robert McColl Millar, professor de linguística e da língua escocesa na Universidade de Aberdeen, afirmou que os artigos afetados demonstravam "um conhecimento muito limitado tanto do anglo-escocês moderno quanto de suas manifestações anteriores". Michael Dempster, diretor do Scots Language Centre, entrou em contato com a Fundação Wikimedia sobre a possibilidade de aproveitar a infraestrutura existente da Wikipédia em Escocês, descrevendo o interesse renovado pelo site como tendo "potencial para se tornar um grande foco online" para a língua anglo-escocesa.